# Lorenzo de Ferrari
Pour les articles homonymes, voir De Ferrari et Ferrari.
Lorenzo de Ferrari  ou Abate de Ferrari (Gênes, 1680-1744) est un peintre italien baroque qui fut actif au XVIIIe siècle principalement dans sa ville natale de Gênes.

## Biographie
Lorenzo de Ferrari est le fils du peintre Gregorio de Ferrari et de Piola Margherita, la fille d'un autre célèbre peintre génois, Domenico Piola.
En 1734, il s'est rendu à Rome, où il a rencontré les grands peintres Sebastiano Conca et Marco Benefial. Ensuite à Florence, il a fait la connaissance de Ignazio Hugford et Niccolo Francesco Maria Gaburri. Ce dernier, qui a été Luogotenente de l'Accademia di Belle Arti de Florence, l'a aidé à obtenir son titre de membre honoraire de l'Académie le 1er août 1734.
De retour à Gênes il a été très prolifique.
Jamais marié, Lorenzo  portait parfois un habit clérical et a été surnommé l'Abate De Ferrari.

## Œuvres

### Gênes
- la Gloire du saint, fresque, plafond chapelle de Sant Ampeglio, église Santo Stefano.
- Esther et Assuero et Judith et Holopherne, retable, église San Leonardo.
- Les Vertus des anciens Romains, fresques, plafond du Palazzo Brignole.
- Les Dieux romains, freques, Palais Durazzo.
- Assomption de la Vierge, plafond, église San Sebastiano.
- Décoration du palais Doria à San Matteo.
- Chapelle des saints Stanislao Kostka et Francesco Borgia, l'église du Gesù.

### Bastia
L'intercession de Saint Erasme et de Sainte Catherine d'Alexandrie auprès de la Vierge de l'Immaculée Conception pour les âmes du purgatoire, vers 1734-1744, huile sur toile, 460 x 226 cm, église Saint-Jean Baptiste, Bastia

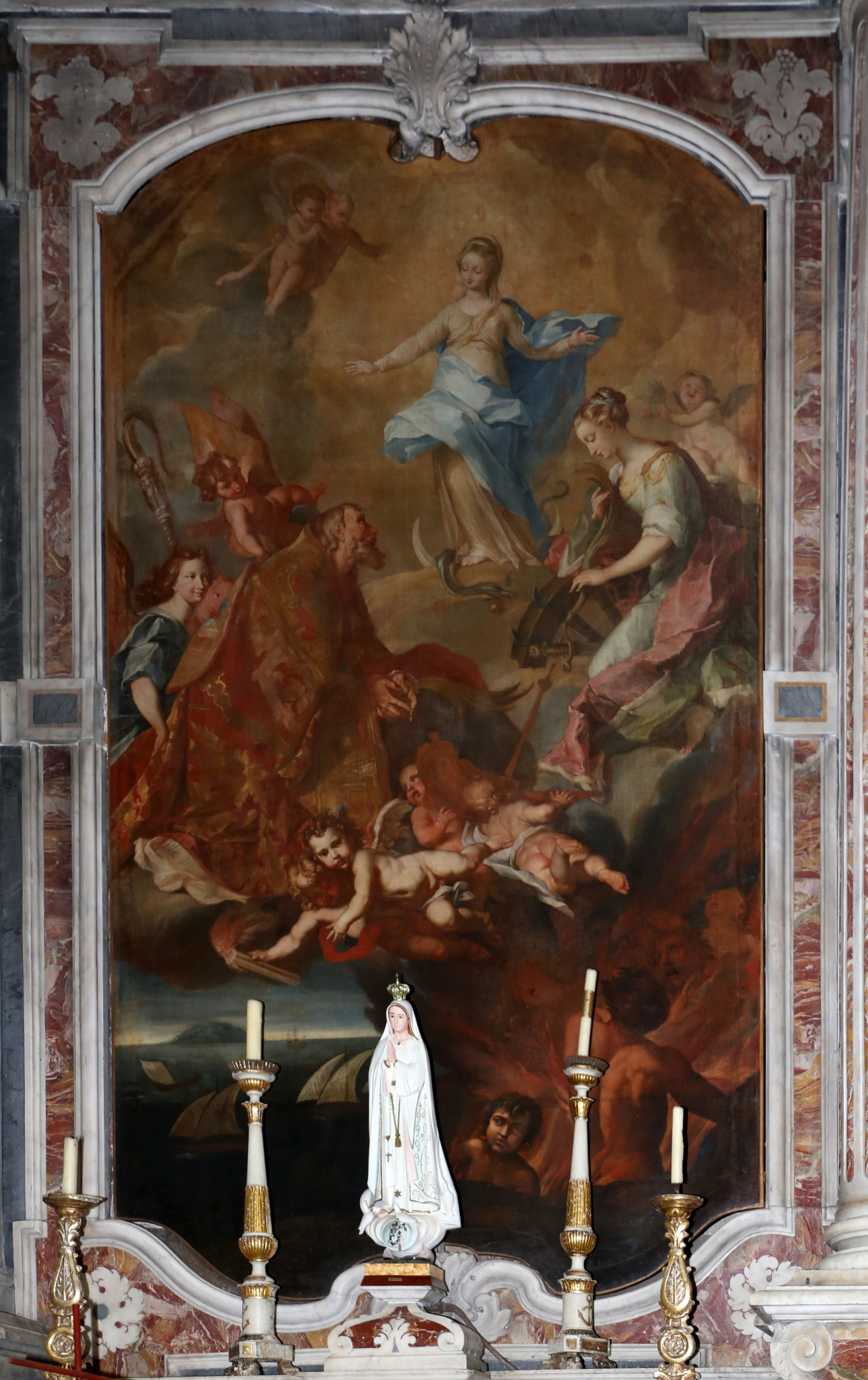
L'intercession de Saint Erasme et de Sainte Catherine d'Alexandrie auprès de la Vierge de l'Immaculée Conception pour les âmes du purgatoire, église Saint-Jean Baptiste, Bastia

## Sources
- (en) Cet article est partiellement ou en totalité issu de l’article de Wikipédia en anglais intitulé « Lorenzo De Ferrari » (voir la liste des auteurs).